# Domenico Schiattarella
Domenico »Mimmo« Schiattarella, italijanski dirkač Formule 1, *17. november 1967, Milano, Italija.
Domenico Schiattarella je upokojeni italijanski dirkač Formule 1. Debitiral je na Veliki nagradi Evrope v sezoni 1994, ko je zasedel devetnajsto mesto. Po odstopu na zadnji dirki sezone za Veliko nagrado Avstralije, je nastopil še na prvih petih dirkah sezone sezone 1995 in na Veliki nagradi Argentine je zasedel deveto mesto, kar je njegov najboljši rezultat kariere. Za tem ni nikoli več dirkal v Formuli 1.

## Popoln pregled rezultatov
(legenda) (odebeljene dirke pomenijo najboljši štartni položaj, poševne pa najhitrejši krog, †-uvrščen kljub odstopu)
| Leto | Moštvo          | Šasija      | Motor   | 1       | 2     | 3       | 4      | 5       | 6   | 7   | 8  | 9   | 10  | 11  | 12  | 13  | 14    | 15  | 16      | 17  | Prv | Toč |
| ---- | --------------- | ----------- | ------- | ------- | ----- | ------- | ------ | ------- | --- | --- | -- | --- | --- | --- | --- | --- | ----- | --- | ------- | --- | --- | --- |
| 1994 | MTV Simtek Ford | Simtek S941 | Ford V8 | BRA     | PAC   | SMR     | MON    | ŠPA     | KAN | FRA | VB | NEM | MAD | BEL | ITA | POR | EU 19 | JAP | AVS Ret |     | -   | 0   |
| 1995 | MTV Simtek Ford | Simtek S951 | Ford V8 | BRA Ret | ARG 9 | SMR Ret | ŠPA 15 | MON Ret | KAN | FRA | VB | NEM | MAD | BEL | ITA | POR | EU    | PAC | JAP     | AVS | -   | 0   |